# Hyperstrotia pervertens
Hyperstrotia pervertens är en fjärilsart som beskrevs av Barnes och Mcdunnough 1918. Hyperstrotia pervertens ingår i släktet Hyperstrotia och familjen nattflyn. Inga underarter finns listade i Catalogue of Life.

## Bildgalleri

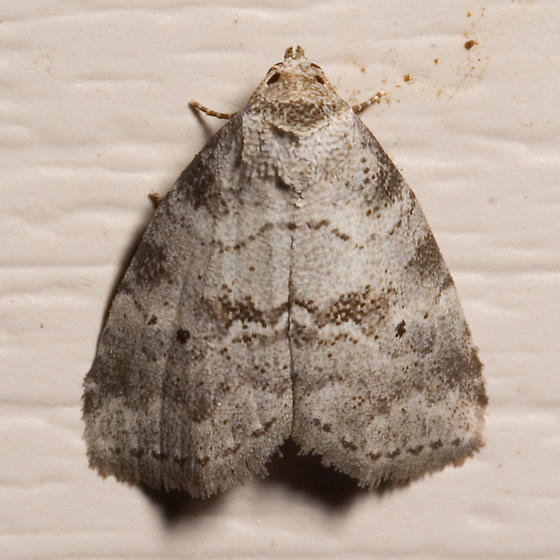